# Mimipallene atlantis
Mimipallene atlantis är en havsspindelart som beskrevs av Child, C.A. 1982. Mimipallene atlantis ingår i släktet Mimipallene och familjen Callipallenidae. Inga underarter finns listade i Catalogue of Life.